# 金冠地莺
金冠地莺（学名：Tesia olivea）为鶲科地莺属的鸟类。在中国大陆，分布于四川、贵州、云南等地。该物种的模式产地在印度。